# Catonetria
Catonetria caeca es una especie de araña araneomorfa de la familia Linyphiidae. Es el único miembro del género monotípico Catonetria.

## Distribución
Es un endemismo de la Isla Ascensión. 